# Thymus schischkinii
Thymus schischkinii — вид рослин родини глухокропивові (Lamiaceae), ендемік Росії (Алтай, Тува).

## Опис
Стебла довгі, сланкі ≈ 1 мм завтовшки. Квітконосні гілки 2–5.5 см завдовжки, густо вкриті довгими білими волосками. Листки на черешках 1–2 мм завдовжки, яйцюваті, 5–8 × 2–4 мм, з обох сторін і на краях густо запушені довгими білими волосками. Суцвіття головчасті. Чашечки волосисті, 4 мм завдовжки; зубчики верхньої губи на краях з нерівними віями, зубці нижньої губи лінійно-шилоподібні. Віночки фіолетово-рожеві, 5–7 мм завдовжки.

## Поширення
Ендемік Росії (Алтай, Тува).
Населяє кам'яні розсипи, морени.